# Åktjärnen (Mo socken, Ångermanland)
Åktjärnen är en sjö i Örnsköldsviks kommun i Ångermanland och ingår i Moälvens huvudavrinningsområde.